# Moritat (EP)
Moritat (siehe Moritat) ist die erste Veröffentlichung der Neue-Deutsche-Todeskunst-Band Relatives Menschsein.

## Geschichte
Im Juni 1990 lernten „Amadeus“ Wolfgang A. Mödl und Lisa „Lissy“ Mödl den Keyboarder Jörg „Jogy“ Wolfgram in der Diskothek Melodrom in Kaufbeuren kennen und nahmen bereits am folgenden Tag das erste Stück „mit wild zusammengewürfeltem Equipment und einem Tapedeck“ auf. An den darauf folgenden Wochenenden entstanden die weiteren Stücke der EP. Bruno Kramm von Danse Macabre bekam durch Zufall die anfänglich als Demo von der Band vertriebene Musik zu hören und nahm die Gruppe unter Vertrag. Im August 1991 erschien Moritat als MC mit vier offiziellen Stücken und einem versteckten Bonusstück.
Die EP Moritat erschien damit als erste Veröffentlichung der Band im August 1991 mit fünf Titeln und Gesamtspielzeit von 14:41 Minuten. Das Label nahm das Stück Verflucht mit auf die im gleichen Jahr veröffentlichte Label-Kompilation Danse Macabre Sampler Part I.
Die Stücke Tempel und Verflucht wurden zu erfolgreichen Titeln in der Schwarzen Szene. Im Januar 1992 bestritt die Band in Folge der Veröffentlichung eine Tournee mit Auftritten in Deutschland, Belgien und der Schweiz. Zum Ende des Jahres 1991 verfasste der Labelmitarbeiter Horst Braun einen Promotionstext und bezeichnete die Gruppe als Neue Deutsche Todeskünstler, woraufhin sich die Genrebezeichnung Neue Deutsche Todeskunst, zu deren frühen Vertretern Relatives Menschsein mit Moritat gerechnet wurden, etablierte.
Die Stücke der EP wurden im Jahr 2002 als Teil der retrospektiven Kompilation Thanatos wiederveröffentlicht.

## Stil
Moritat wird dem Genre Neue Deutsche Todeskunst zugerechnet. Die Titel werden als „poetische[…] und stimmungsvolle[…] Gesangsstücke in deutscher Sprache“ kategorisiert. Dabei zog Bruno Kramm die Einordnung in die Neue Deutsche Todeskunst in Zweifel, da die Attitüde der Band in Relation zu anderen Interpreten des Genres aggressiver sei.

## Titelliste
1. Verflucht: 3:38
2. Tempel: 2:59
3. Sehnsucht (Homerecorded): 3:55
4. Der Clown (Homerecorded): 1:35
5. Der Clown (Demo): 2:06